# Jérôme Duquesnoy le Jeune
Jérôme Duquesnoy le Jeune, en néerlandais Hiëronymus Duquesnoy (né à Bruxelles, baptisé le 8 mai 1602 – exécuté à Gand le 28 septembre 1654 , est un sculpteur et architecte flamand. Il est le fils de Jérôme Duquesnoy l'Ancien et le frère de François Duquesnoy.

## Biographie
Jérôme Duquesnoy est formé à Bruxelles par son père. En 1618, il part à Rome pour parfaire sa formation, avec son frère François. Il se sépare de ce dernier à la suite d'un différend, et il semble alors s'être rendu à Madrid, Lisbonne et Florence. De 1641 à 1643, il travaille de nouveau dans l'atelier de son frère à Rome. Après le décès de celui-ci, il rentre à Bruxelles où il commence une brillante carrière. Les œuvres modérément baroques de son frère restent un modèle pour lui, durant le restant de sa vie. Ensemble, avec Artus Quellin et Rombaut Pauwels (en), il contribue à répandre ce style aux Pays-Bas.

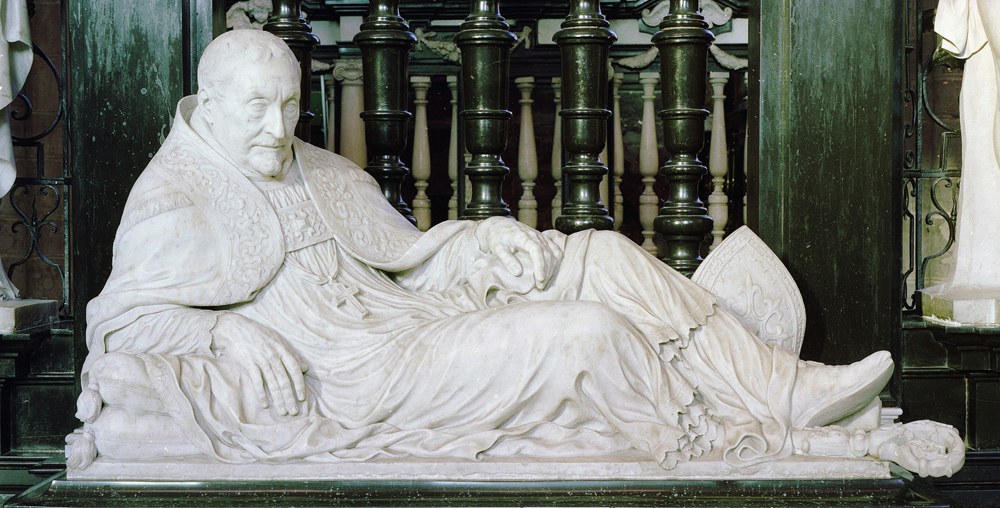
Mausolée de l'évêque Antoon Triest (détail)

En 1644-1646, il sculpte quatre grandes statues d'apôtres pour la nef de la collégiale Sainte-Gudule (les apôtres Paul, Thomas, Bartolomé et Matthieu). En 1651, à la suite du décès de Jacques Francart II le jeune, il est nommé architecte et sculpteur de la Cour. Cette même année, il sculpte une statue de sainte Ursule pour l'église Notre-Dame du Sablon à Bruxelles, et en 1653 L'Éducation de la Vierge par sainte Anne pour la collégiale Sainte-Gudule, actuelle cathédrale de la ville. En tant qu'architecte, il édifie de 1651 à 1656 la chapelle Notre-Dame de cette dernière.
À partir de 1651, il travaille surtout pour édifier le mausolée de l'évêque Antoon Triest à la cathédrale Saint-Bavon de Gand.
Cette dernière œuvre n'était pas encore terminée lorsqu'il fut accusé d'acte de sodomie sur deux jeunes garçons de 8 et 11 ans. Il est condamné à mort, et le 28 septembre 1654, attaché à un poteau et étranglé. Son corps fut réduit en cendres sur la place du marché aux grains de Gand.